# نيلا لارسن
نيلا لارسن (بالإنجليزية: Nella Larsen)‏‏ (13 أبريل 1891 في شيكاغو - 30 مارس 1964 في مانهاتن) ممرضة، وكاتِبة، وأمينة مكتبة، وروائية من الولايات المتحدة.

## الجوائز
- زمالة غوغنهايم
- William E. Harmon Foundation Award for Distinguished Achievement Among Negroes [الإنجليزية]‏

## روابط خارجية
- نيلا لارسن على موقع IMDb (الإنجليزية)
- نيلا لارسن على موقع الموسوعة البريطانية (الإنجليزية)
- نيلا لارسن على موقع إن إن دي بي (الإنجليزية)
- نيلا لارسن على موقع قاعدة بيانات الفيلم (الإنجليزية)